# 憲兵

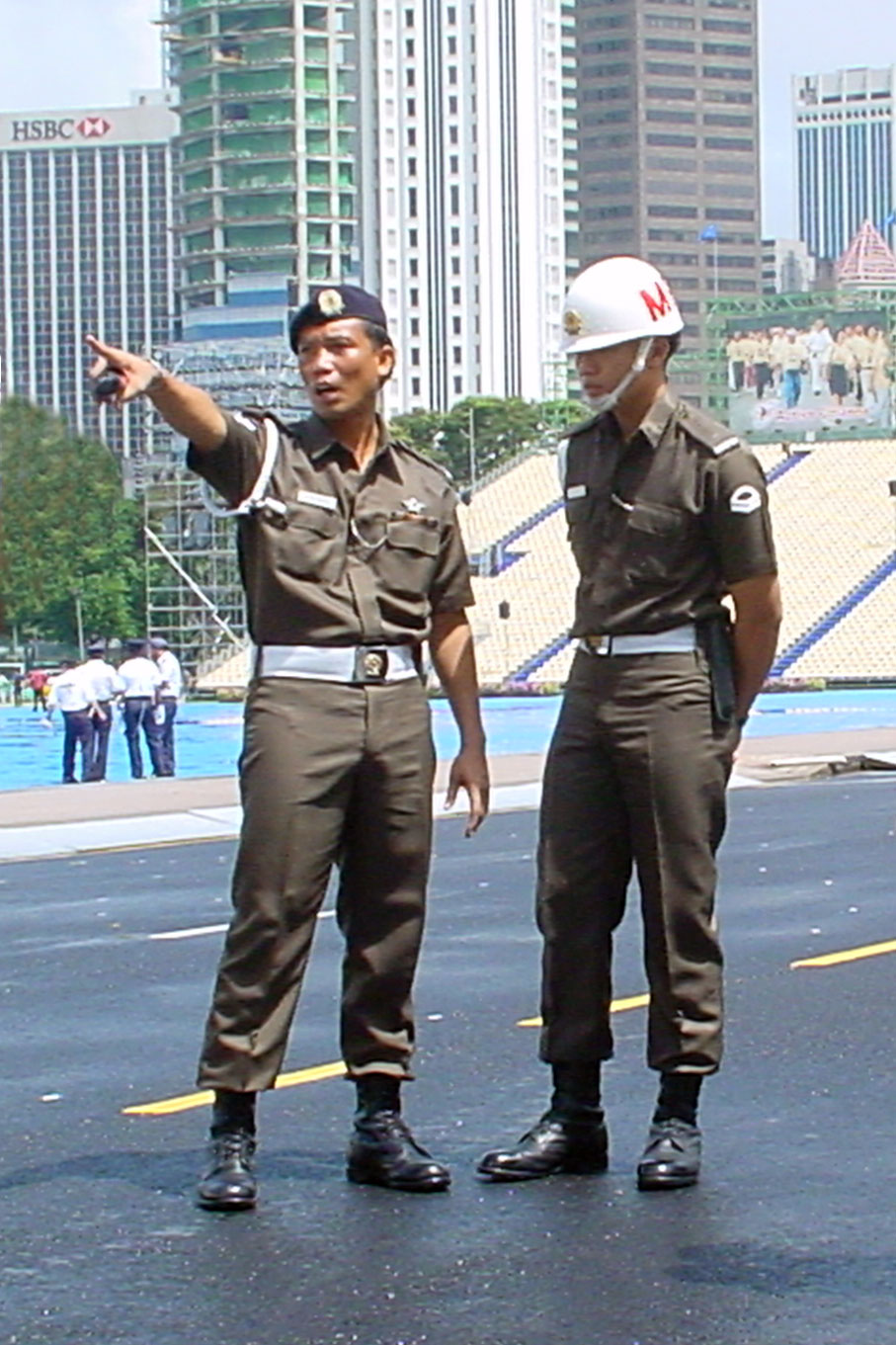
シンガポールの憲兵。独立記念日パレードの予行に際して警備を行っている。

憲兵（けんぺい）とは、戦闘支援兵科の一種であり、主に軍隊内部の秩序維持と交通整理を任務とする。英語ではMilitary police（MP）と記され、軍警察、軍事警察とも呼ばれる。一般警察としての役割も兼ねている憲兵組織は国家憲兵と呼ばれる。
日本軍の憲兵については、英語文献にて特にkempeitaiと表記されることも多い。

## 概要
憲兵とは平時においては軍隊内部の秩序・規律を維持し、戦時においては主に交通整理・捕虜取り扱いなどの業務を行う兵科である。国によってその編成は一律ではないが、一個師団には概ね全人員に対して3％程度の人員が憲兵隊を構成しており、少なくとも100人から200人程度で憲兵中隊が編成されている。大隊以上の規模を持つ憲兵隊では、犯罪捜査の要員や法曹有資格者も所属している場合がある。
規律正しさから特殊な任務を担うことも多く、現在の日本の陸上自衛隊では国賓に対する栄誉礼を行う特別儀仗隊は、警務科に属する第302保安警務中隊の隊員を以て編成される。また、朝鮮半島の共同警備区域（板門店）で南側の警備に当たっているのも憲兵である。

## 制度
憲兵の制度ならびにその職掌は、沿革や制度設計思想により各国で大きく異なり、一様ではないが、フランスの国家憲兵隊を範とした国では、各軍の一兵科としてではなく、陸海空軍から独立した編成（以下、「国家憲兵制度」と呼ぶ）を採り、軍内部の秩序維持のみならず、一般の行政警察機能を重視したものである。具体的には、ジャンダルムリ（フランス）のほか、ジャンダルマ（トルコ）、カラビニエリ（イタリア）などがその例である。他にも、チリ（カラビネーロス・デ・チレ）やアルゼンチン（ゲンダルメリア・ナチオナル・アルヘンチナ）などに存在する。旧日本陸軍の憲兵もフランスの制度を範として創設された国家憲兵の一種であり、旧日本海軍の軍事警察や行政警察、司法警察をも職掌した。詳細については、国家憲兵、憲兵 (日本軍)を参照。
憲兵は、警察権を行使することを明確にするため、軍服に兵科色、徽章、腕章等を着用していることが多い。また、ヘルメットや弾帯を白くする等で目立つようにしている場合もある。

## ギャラリー

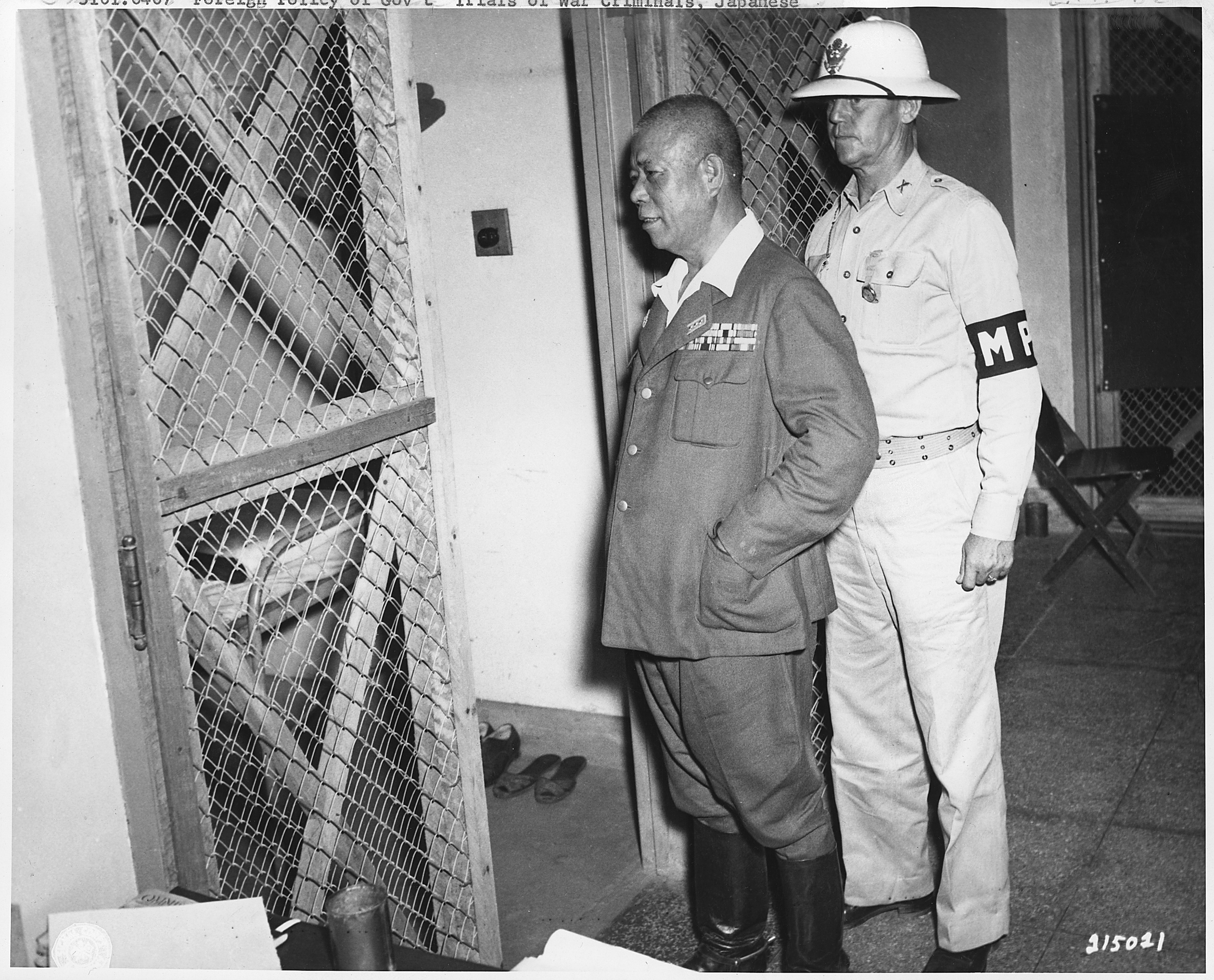
山下奉文大将に付き添う米軍憲兵。憲兵科を示す兵科章を左襟に佩用し、左上腕には「MP」の腕章を巻いている。
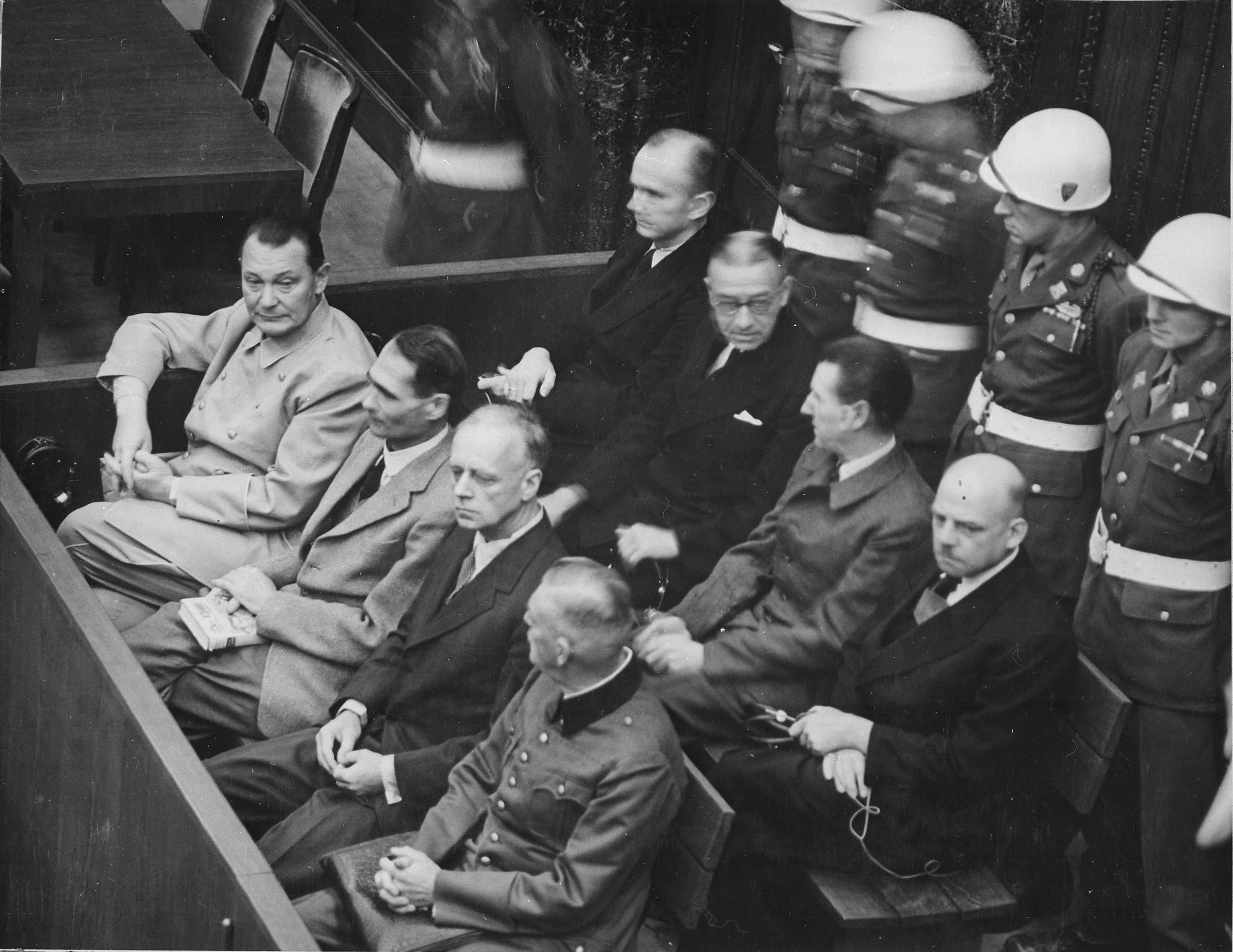
ニュルンベルク裁判の法廷で戦犯容疑者らを監視する米軍憲兵。白い鉄帽及び帯革を着用している。
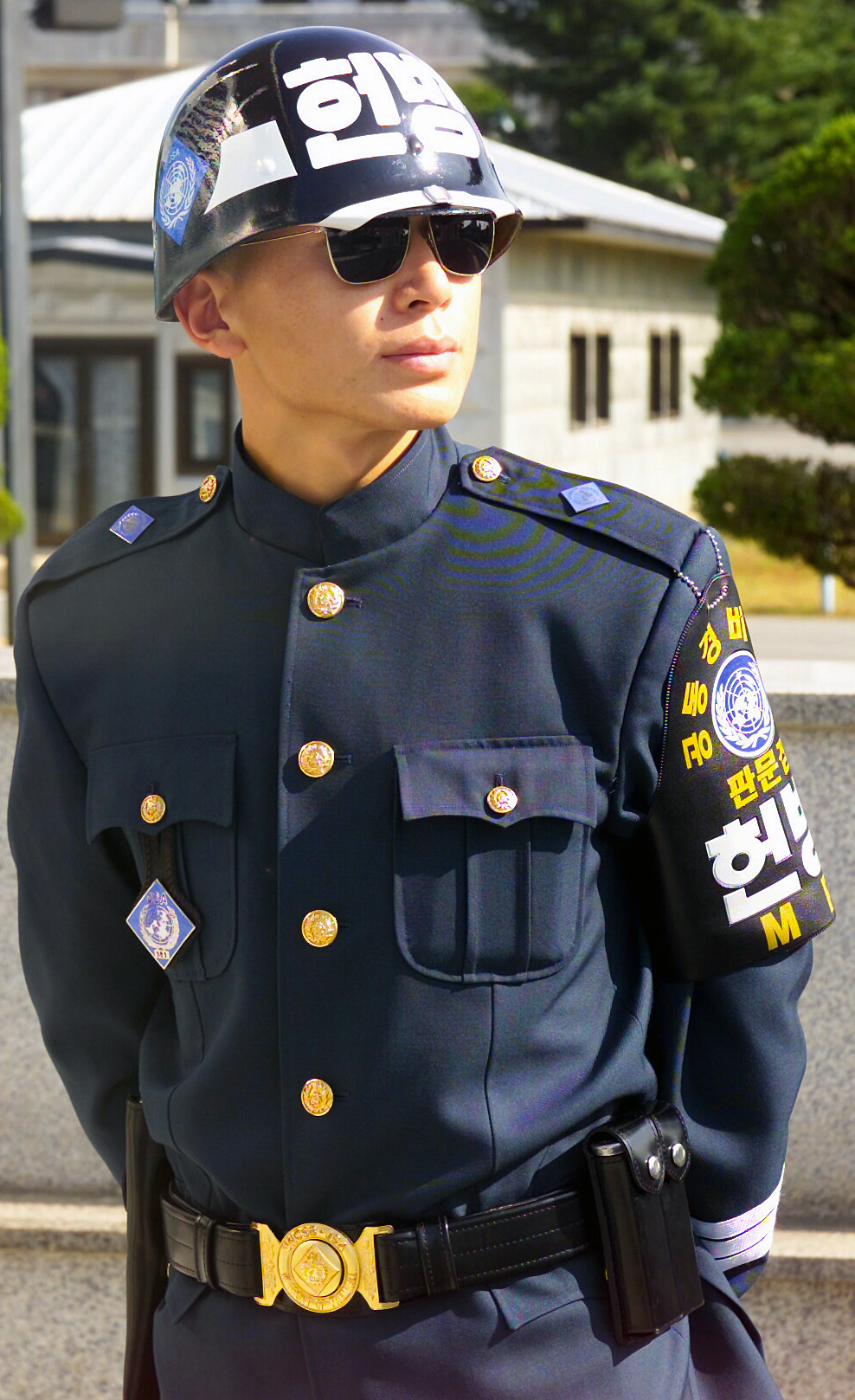
板門店の警備にあたる韓国軍憲兵。ハングルで「헌병」（憲兵）と記された軽ヘルメット（M1ヘルメットの中帽）及び腕章を着用し、自動拳銃で武装している。また視線を読まれないようにサングラスをかけている。
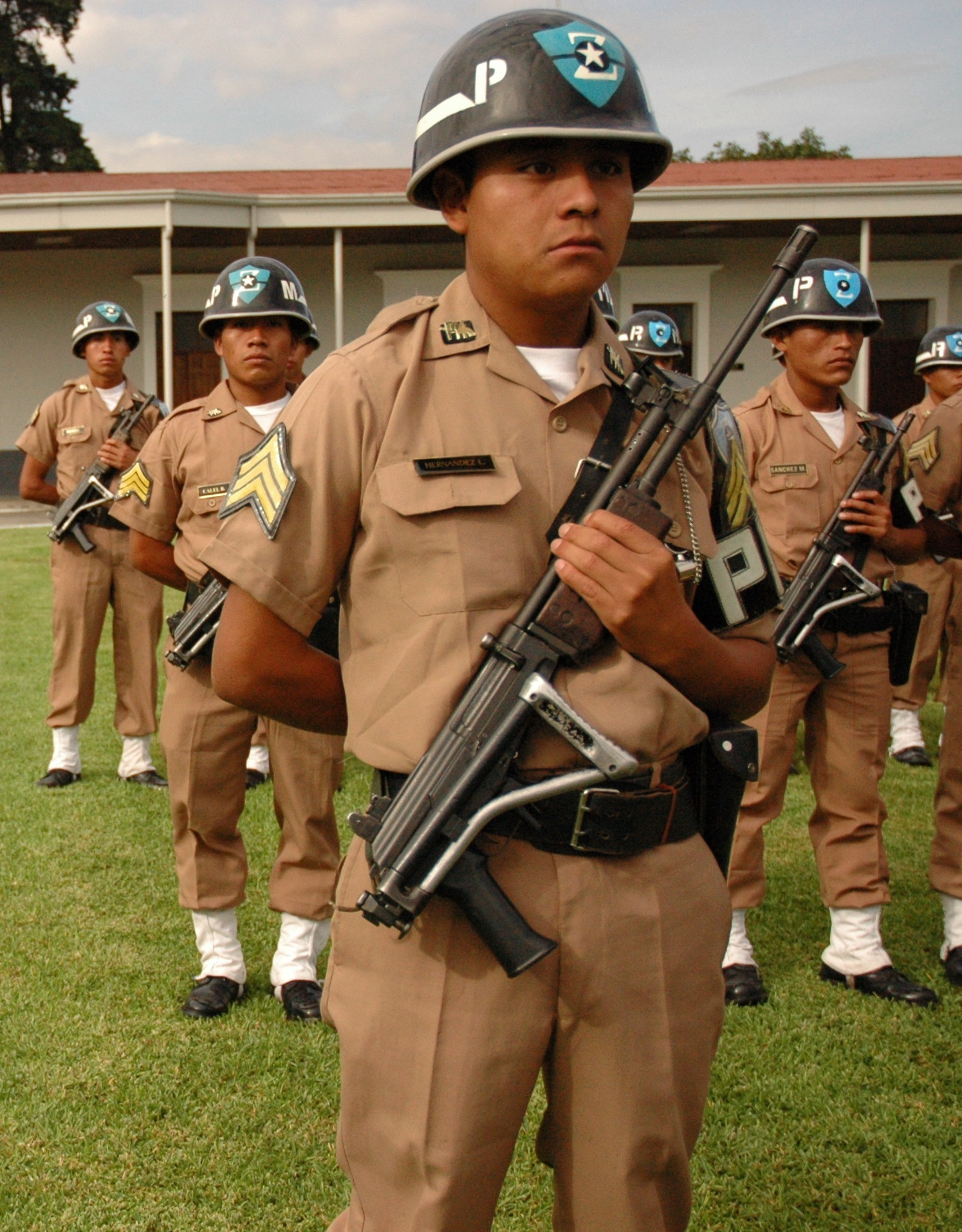
グアテマラの憲兵。
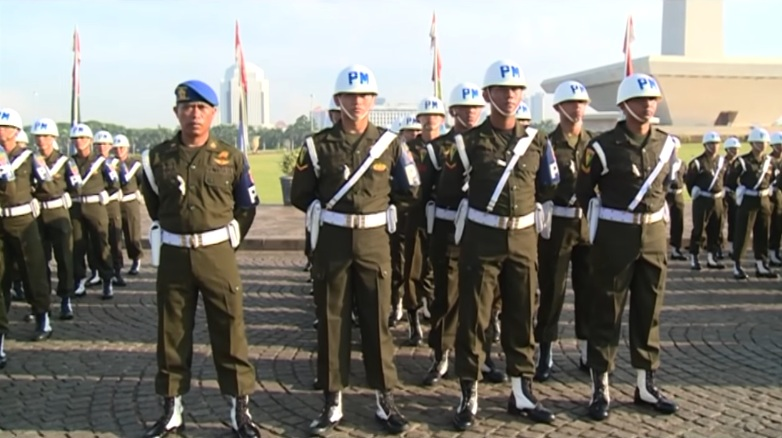
インドネシアの憲兵。
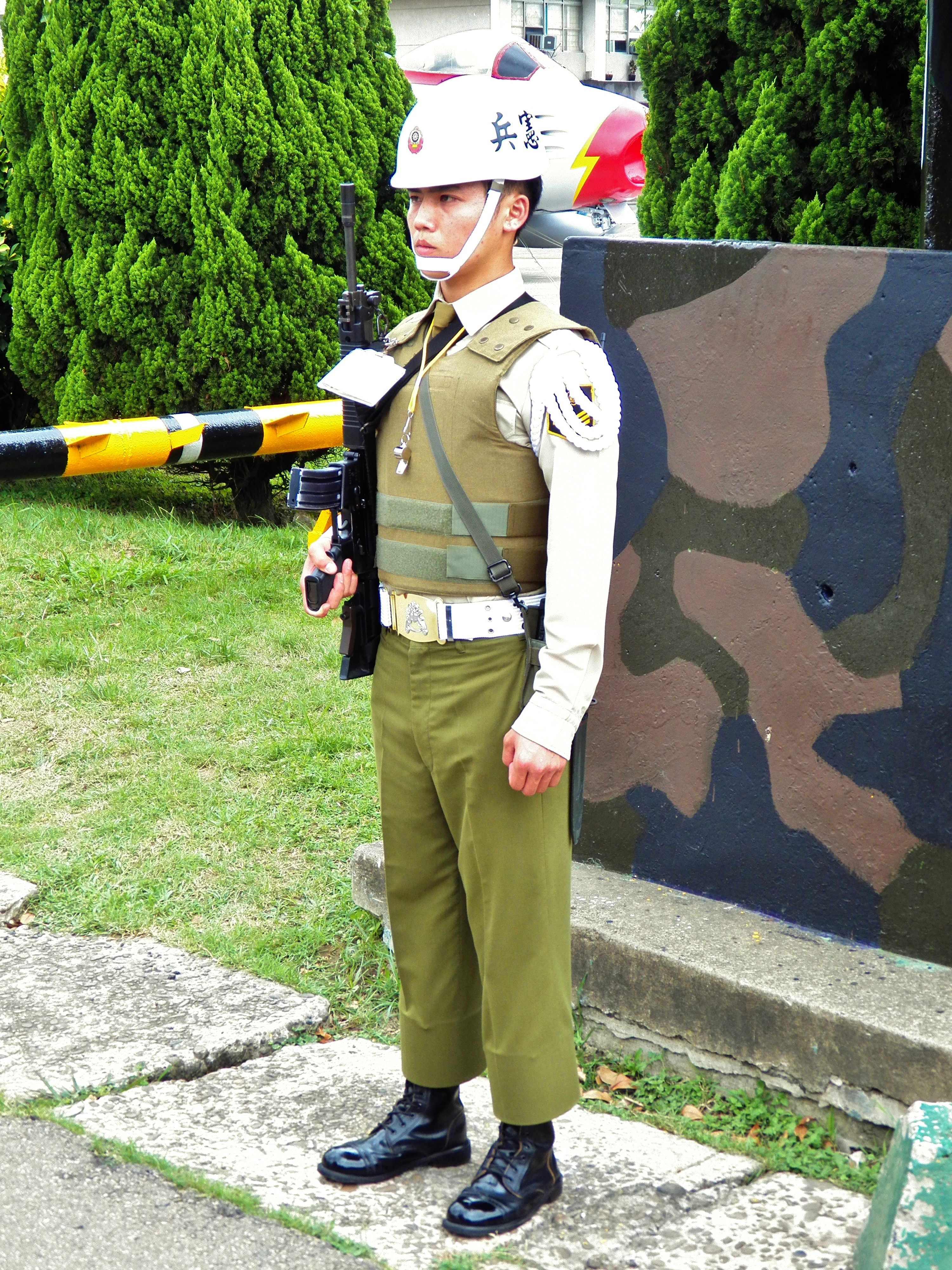
中華民国（台湾）の憲兵。